# Raj Kapoor
Ranbir Raj Kapoor, in hindi, devanagari राज कपूर, urdu راج کپور, Rāj Kapūr (Peshawar, 14 dicembre 1924 – Nuova Delhi, 2 giugno 1988), è stato un attore, regista e produttore cinematografico indiano.
Conosciuto col nome di Raj Kapoor, fu una delle maggiori personalità del cinema indiano.

## Biografia
Figlio dell'attore Prithviraj Kapoor, trascorse l'infanzia a Peshawar (oggi in Pakistan) fino a quando il padre si trasferì a Bombay. Gli anni della giovinezza furono caratterizzati da una vita nomade a seguito dei frequenti spostamenti del padre e che lo portarono a soggiornare in varie città indiane, compresa Calcutta.
All'età di 22 anni si sposò in modo tradizionale, ovvero con un matrimonio combinato, ed ebbe cinque figli tra cui Randhir e Rishi, che hanno seguito le orme del padre, diventando a loro volta attori di successo.
Negli anni ottanta, messa da parte la carriera di attore, continuò con successo quella di regista e morì prematuramente a causa di una grave forma d'asma, poche settimane dopo aver ricevuto una delle massime onorificenze da parte del presidente della repubblica indiana.

## Carriera

### Gli inizi
Cresciuto a contatto con l'ambiente teatrale e dei set cinematografici dove lavorava il padre, appena terminata la scuola cominciò il suo apprendistato lavorando nel Prithvi Theatres; qui ebbe la possibilità di esercitare le sue doti attoriali. Tra le opere teatrali di quegli anni (anni quaranta), merita di essere ricordata Pathan, che lo vide impegnato anche nella realizzazione dei costumi e nelle scenografie.
Contemporaneamente alle esperienze nel Prithvi Theatres lavorò come assistente nello studio cinematografico Bombay Talkies e con il regista Kidar Sharma, che gli offrì il ruolo del protagonista nel film Neel Kamal, nel 1947.

### Gli anni d'oro dell'R.K. Studios
Nel 1948, terminata l'esperienza col Prithvi, Raj Kapoor decise di fondare un proprio studio cinematografico, R.K. Studios, dove creò un team costituito dallo sceneggiatore K.A.Abbas, dal musicista Shankar a cui si aggiunsero i cantanti Mukesh, Lata Mangeshkar e l'attrice Nargis.
Con questo gruppo di lavoro realizzò negli anni cinquanta e sessanta alcuni tra i suoi film più importanti. Molte furono le innovazioni da lui introdotte nei film, le sequenze del sogno, rivelatore delle ansie e dei conflitti dei personaggi, con coreografie molto elaborate. Per la prima volta lo spettatore si trovò davanti ad attrici in costume da bagno e, sempre per la prima volta, film indiani usarono scene girate in paesi europei.
Nel film Awaara fece la sua comparsa il personaggio del "piccolo vagabondo", omaggio a Chaplin di cui Raj Kapoor era ammiratore, e che riprese in altri film come Shree 420, in cui la tematica sociale era ugualmente evidente.
Awaara divenne molto popolare anche fuori dall'India, nell'ex Unione Sovietica, in Cina e in molti paesi del Medio Oriente, facendo di Raj Kapoor uno degli indiani la cui fama all'estero era uguagliata solo da Nehru.
L'altra caratteristica della sua produzione cinematografica di quegli anni consistette nella combinazione di elementi romantici e sentimentali con gli accenti sociali e umanistici, si raccontavano storie di personaggi di estrazione popolare che dovevano lottare contro povertà e corruzione, per trovare finalmente la realizzazione delle promesse di una vita dignitosa.
In quegli anni si creò il connubio artistico con Nargis, protagonista di molti film al fianco di Raj Kapoor, la grande intesa che si sviluppò tra i due attori si tradusse sullo schermo nell'interpretazione di situazioni romantiche che sarebbero rimaste per molto tempo nel cuore del pubblico.
Questa prima fase professionale raggiunse un momento di svolta quando Nargis, dopo essersi sposata, decise di interrompere la propria carriera. Nello stesso periodo la collaborazione con lo sceneggiatore Abbas si interruppe per poi riprendere qualche anno dopo.

### Problematici anni settanta
Gli anni settanta si aprirono con un progetto ambizioso che prevedeva la realizzazione di un film in gran parte autobiografico e con un cast internazionale. Si basava sulla vita e le esperienze di un clown, dei suoi amori e vicissitudini professionali.
La scrittura della sceneggiatura andò avanti per anni e i costi di produzione raggiunsero alti livelli. Mera Naam Joker uscì nel 1970 e, nonostante le aspettative, non incontrò il favore del pubblico. Ne risultò un fiasco di dimensioni gigantesche che lasciò Raj Kapoor a terra da un punto di vista emotivo e finanziario.
Era probabilmente un film troppo moderno per i suoi tempi e il pubblico fu in grado di capirlo e apprezzarlo solo dopo molti anni: è considerato oggi come uno dei momenti più alti e commoventi di tutta la carriera del regista.
Il momento di crisi ebbe fine quando, nel 1973, Raj Kapoor tornò sugli schermi, unicamente come regista, con un film che voleva rivolgersi al pubblico di giovani, ai loro sogni e problemi. Nacque Bobby che diventò ben presto un'altra pietra miliare per il cinema popolare hindi. La storia di due adolescenti in fuga, le canzoni e l'abbigliamento moderno, la sfavillante moto furono gli elementi che suscitarono l'immediata risposta da parte degli spettatori e fecero del film un classico del genere "giovani ribelli".

### Gli ultimi anni
Negli anni ottanta le condizioni di salute di Raj Kapoor peggiorarono in modo costante ma la sua produzione artistica non ne risentì particolarmente. Dopo film in cui l'elemento amoroso e erotico era prevalente, il regista tornò a proporre temi sociali e in Prem Rog del 1982 propose una critica contro i maltrattamenti che le vedove subivano nella società indiana. A questo seguì un altro film che si esprimeva sulla mancanza di cura per l'ambiente e dei fiumi in particolare. La storia era presentata in modo allegorico, accostando l'idea della purezza delle acque del Gange alle vicende di una ragazza trascinata in losche situazioni da uomini potenti e corrotti.
Restò incompiuto il progetto del film Henna che trattava delle relazioni tra India e Pakistan, in direzione di una pacificazione e collaborazione tra i due paesi. Nella sceneggiatura originale era prevista anche la presenza di un personaggio occidentale. Avrebbe dovuto prevalere un discorso di pacificazione e armonia, ma Raj Kapoor non fece in tempo a realizzare il progetto che vide la luce qualche anno più tardi, quando uno dei suoi figli, riprendendo in mano il progetto, lo realizzò nel 1992.

### Conclusioni
Il contributo che Raj Kapoor ha dato al cinema indiano (in particolare a ciò che conosciamo come Bollywood), è riconosciuto da più parti. Era caratteristico del suo stile un cinema in cui la violenza, il razzismo e l'insulto non avevano spazio. Il suo discorso cinematico era orientato alla costruzione di armonia e sentimento. A tratti innovativo, proponeva riflessioni e poneva domande, con la costante preoccupazione di non scadere nella mera propaganda o nel cattivo gusto e con l'esigenza di trovare momenti di sintonia col pubblico.

## Filmografia

### Attore
- Inquilab, regia di Debaki Bose (1935)
- Gauri, regia di Kidar Sharma (1943)
- Hamari Baat, regia di M.I. Dharamsi (1943)
- Valmiki, regia di Bhalji Pendharkar (1946)
- Neel Kamal, regia di Kidar Sharma (1947)
- Chittor Vijay, regia di Mohan Sinha (1947)
- Dil-Ki-Rani, regia di Mohan Sinha (1947)
- Jail Yatra, regia di G. Jagirdar (1947)
- Aag, regia di Raj Kapoor (1948)
- Amar Prem, regia di N.M. Kelkar (1948)
- Gopinath, regia di Mahesh Kaul (1948)
- Barsaat, regia di Raj Kapoor(1949)
- Andaz, regia di Mehboob (1949)
- Parivartan, regia di N.R. Acharya (1949)
- Sunhere Din, regia di Satish Nigam (1949)
- Banwra, regia di G. Rakesh (1950)
- Bawre Nain, regia di Kidar Sharma (1950)
- Dastan, regia di A.R. Kardar (1950)
- Jan Pahchan, regia di Fali Mistry (1950)
- Pyaar, regia di V.M. VYas (1950)
- Sargam, regia di P.M. Santoshi (1950)
- Awaara, regia di Raj Kapoor (1951)
- Amber, regia di Jayant Desai (1952)
- Anhonee, regia di K.A. Abbas (1952)
- Ashiana, regia di B. Trilochan (1952)
- Bewafa, regia di M.L. Anand (1952)
- Aah, regia di Raja Nawathe (1953)
- Dhoon, regia di Kumar (1953)
- Paapi, regia di Chandulal Shah (1953)
- Shree 420, regia di Raj Kapoor (1955)
- Chori Chori, regia di Anant Thakur (1956)
- Jagte Raho, regia di Shambu Mitra e Amit Moitra (1956)
- Sharada, regia di L.V. Prasad (1957)
- Parvarish, regia di S. Banerjee (1958)
- Phir Subha Hogi, regia di Ramesh Saigal (1958)
- Anari, regia di Hrishikesh Mukherjee (1959)
- Char Dil Char Raahein, regia di K.A. Abbas (1959)
- Do Ustad, regia di Tara Harish (1959)
- Kanhaiya, regia di Om Prakash (1959)
- Main Nashe Men Hoon, regia di Naresh Saigal (1959)
- Chhalia, regia di Manmohan Desai (1960)
- Jis Desh Men Ganga Behti Hai, regia di Radhu Karmakar (1960)
- Shriman Satyawadi, regia di S.M. Abbas (1960)
- Nazrana, regia di Shridhar (1961)
- Aashiq, regia di Hrishikesh Mukherjee (1962)
- Dil Hi To Hai, regia di P.L. Santoshi e C.L. Rawal (1963)
- Ek Dil Sau Afsane, regia di R.C. Talwar (1963)
- Dulha Dulhan, regia di Ravindra Dave (1964)
- Sangam, regia di Raj Kapoor (1964)
- Teesri Kasam, regia di Basu Bhattacharya (1966)
- Around the World, regia di Pachhi (1967)
- Diwana, regia di Mahesh Kaul (1967)
- Sapnon Ka Saudagar, regia di Mahesh Kaul (1968)
- Mera Naam Joker, regia di Raj Kapoor (1970)
- Kal Aaj Aur Kal, regia di Randhir Kapoor (1971)
- Mera Desh Mera Dharam, regia di Dara Singh (1973)
- Dharam Karam, regia di Randhir Kapoor (1975)
- Do Jasoos, regia di Naresh Kumar (1975)
- Khaan Dost, regia di Dulal Guha (1976)
- Chandi Sona, regia di Sanjay Khan (1977)
- Naukri, regia di Hrishikesh Mukherjee (1978)
- Abdullah, regia di Sanjay Khan (1980)
- Gopichand Jasoos, regia di Naresh Kumar (1982)
- Vakil Baboo, regia di Asit Sen (1982)

### Produttore
- Aag (1948)
- Barsaat (1949)
- Awaara (1951)
- Aah (1953)
- Boot Polish (1954)
- Shree 420 (1955)
- Jagte Raho (1956)
- Ab Dilli Dur Nahin (1957)
- Jis Desh Men Ganga Behti Hai (1960)
- Sangam (1964)
- Mera Naam Joker (1970)
- Kal Aaj Aur Kal (1971)
- Bobby (1973)
- Dharam Karam (1975)
- Satyam Shivam Sundaram (1978)
- Biwi-O-Biwi (1981)
- Prem Rog (1982)

### Regista
- Aag (1948)
- Barsaat (1949)
- Awaara (1951)
- Shree 420 (1955)
- Sangam (1964)
- Mera Naam Joker (1970)
- Bobby (1973)
- Satyam Shivam Sundaram (1978)
- Prem Rog (1982)
- Ram Teri Ganga Maili (1985)

### Sceneggiatore
- Ram Teri Ganga Maili (1985)